# Mathias Strickner

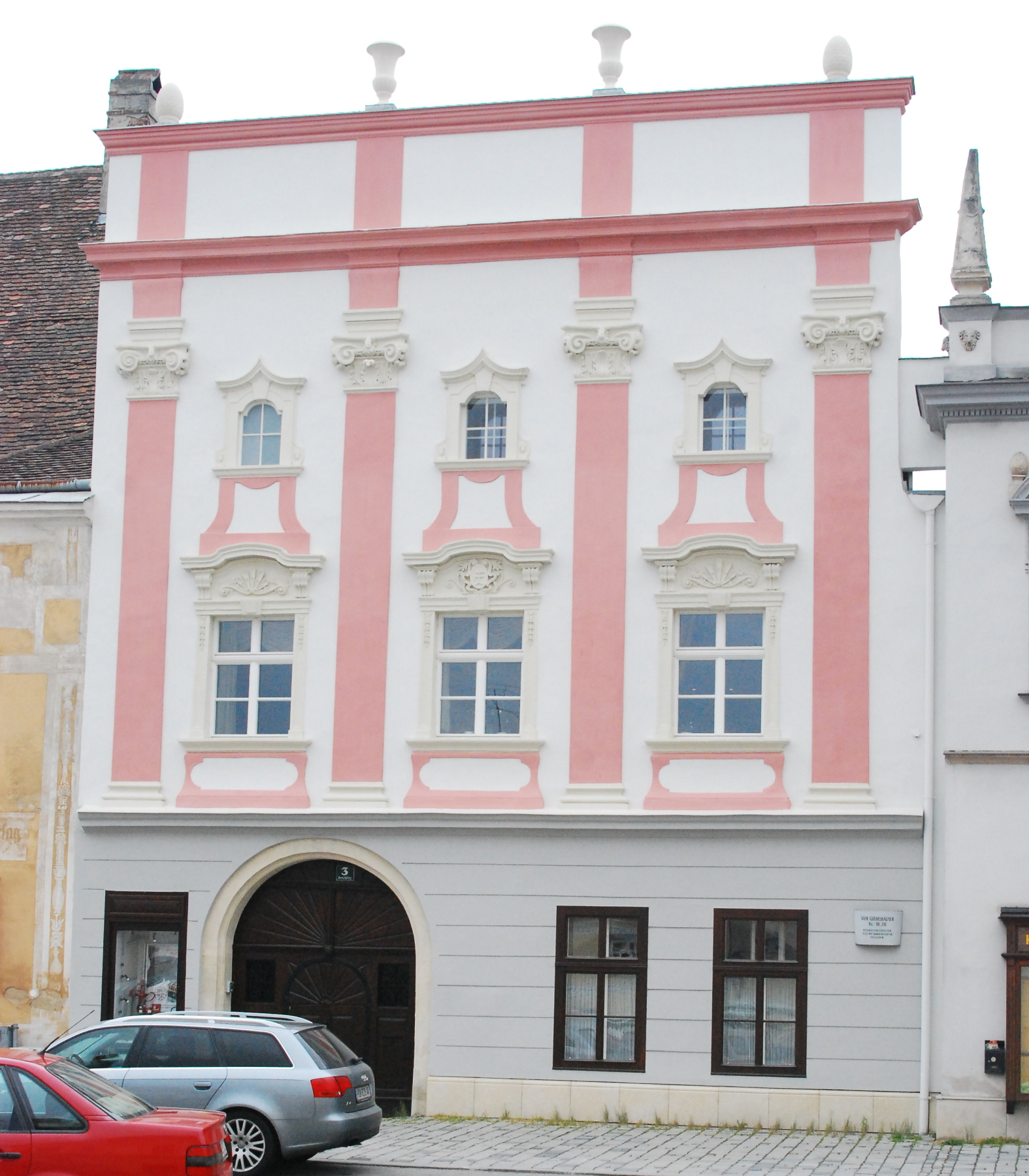
Das Stricknerische Haus in Eggenburg Hauptplatz 3 mit dem Steinmetzzeichen von Paul Strickner

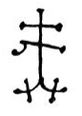
Zeichen Mathias Strickner

Mathias Strickner (* 18. Februar 1671 in Eggenburg, Niederösterreich; † 18. Jänner 1724 ebendort) war ein österreichischer Steinmetzmeister und Bildhauer.

## Leben und Wirken

### Familie
Mathias Strickners Vater Paul Strickner war 1658 aus Innsbruck in Eggenburg zugewandert. Der Steinmetzmeister und Witwer ehelichte am 11. September 1668 Rosina Peckh, Tochter des Caspar Peckh. Sohn Mathias wurde am 18. Februar 1671 geboren. Er lernte beim Vater das Steinmetzhandwerk, 1689 erfolgte die Freisprechung zum Gesellen.

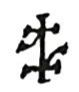
Zeichen Bernhard Strickner

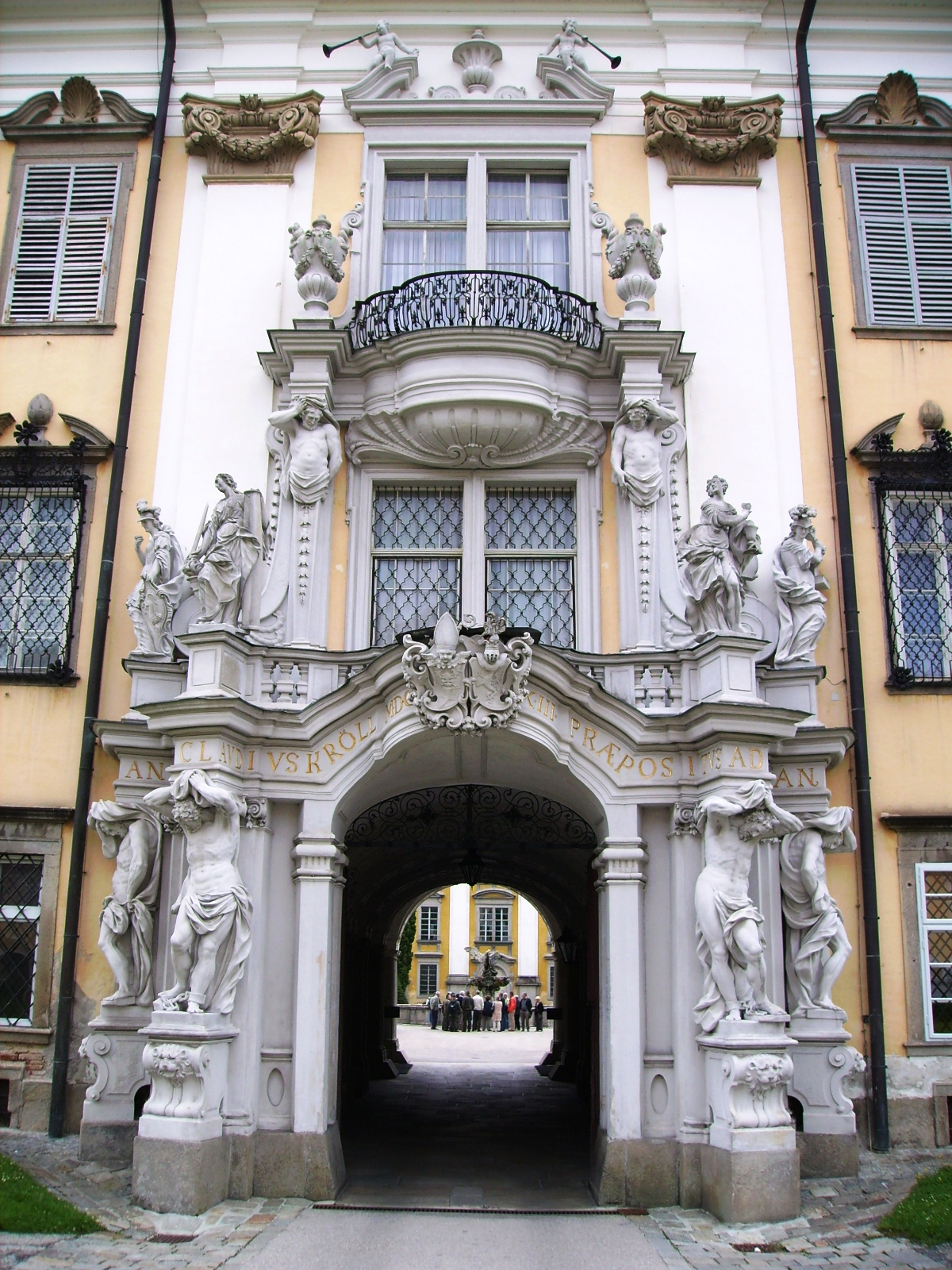
Stift Sankt Florian Prunkportal über drei Stockwerke

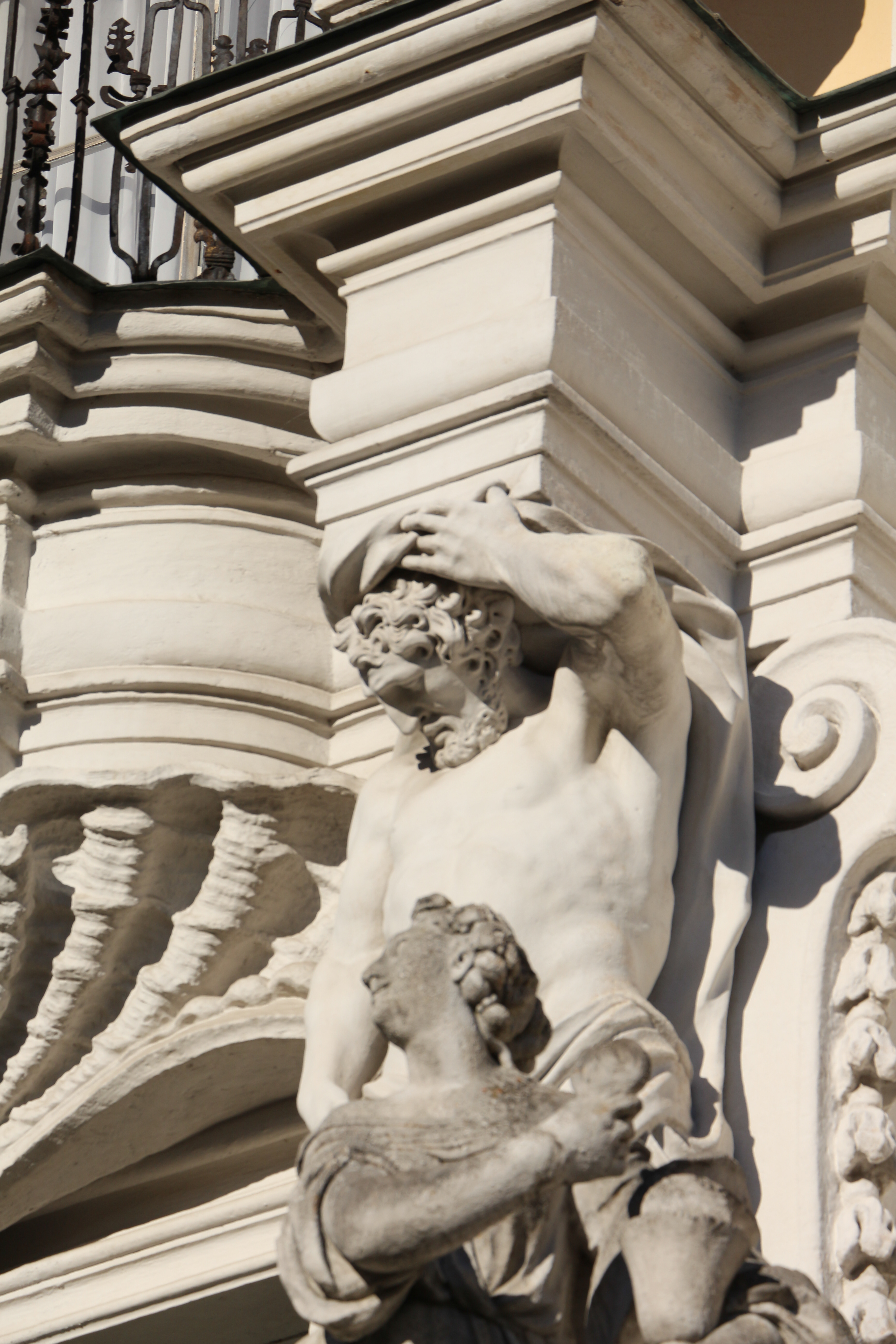
Architekturelemente, Säulen, Gesimse, Gebälk

Mathias Strickner heiratete am 21. Jänner 1698 Maria Rosina Steinböckin, Tochter des Steinmetzmeisters Wolfgang Steinböck. Die Meisterfamilien, wie Steinböck, Hügel/Högl, Strickner, Haresleben, gingen untereinander häufig Eheverbindungen ein, um die Position des Meisters für sich abzusichern.
- Ihr gemeinsamer Sohn Franz wurde am 2. Oktober 1699 geboren. Nach des Vaters Tod 1724 führte er die Arbeiten beim Bau der Wiener Karlskirche weiter.
- Tochter Anna Brigitta, 1711 geboren, heiratete 1739 Philipp Töller nach Pyrrn. Trauzeugen waren Andreas Steinböck und Ferdinand Steinböck.
- Tochter Elisabeth, 1712 geboren, heiratete 1766 in der Wiener Schottenkirche den Steinmetzmeister Georg Andreas Högl. Trauzeugen waren die Meister Johann Caspar Högl, Johann Michael Strickner und Franz Strickner.[3]
- In zweiter Ehe wurde Sohn Johann Michael Strickner (1717–1782) geboren. Der Vater starb 1724, daher hatte sich die Mutter mit dem Eggenburger Steinmetzmeister und Bildhauer Johann Caspar Högl wiederverheiratet. Johann Michael erlernte das Steinmetzhandwerk beim Stiefvater. Die Freisprechung erfolgte 1739.

Er verließ Eggenburg und arbeitete im Kaiserlichen Steinbruch am Leithaberg.

### Meister im Eggenburger Steinmetzhandwerk
Im „Aufgeding- und Freysagebuch der Eggenburger Steinmetz-Innung“ sind die Namen der Meister und der freigesprochenen Gesellen verzeichnet. Meister Mathias Strickner ist ab 1699, ein Jahr nach der Heirat, bis 1719 dokumentiert

„Ist ein Ehrsames Handwerk der Steinmetzen und Maurer beisammen gewest, ist dem Meister Mathias Strickner zu Eggenburg sein Jung namens Bernhard Strickner vom Jungenstand zum Gesellen Standt frei gesprochen worden und hat die Gebühr völlig bezahlt 5 fl.“

### Augustiner-Chorherrenstift St. Florian
Um die Steintransporte kostengünstiger zu gestalten, wählte man oft den Wasserweg. Die Straße von Eggenburg erreichte die Donau bei Stein, neben Krems. Im Stift St. Florian sind Rechnungen solcher Steinfrachten dokumentiert.

#### Prunkportal
1708 beauftragte Prälat Claudius Kröll den Tiroler Jakob Prandtauer zu St. Pölten, für das Portal einen neuen Riss zu entwerfen. Wiederholt reisten die Bildhauer des Stiftes, Giovanni Bianco und nach ihm Leonhard Sattler, nach Eggenburg – teils um dort selbst Steine zu brechen, teils um halbfertige Stücke bei den ansässigen Steinmetzmeistern in Auftrag zu geben. Alles Figürliche an dem Prunktor ist von Sattler, der aus Altstetten im Allgäu stammte. 1713 war es fertiggestellt. Ein solches Werk mit vielen Figuren, großen Vasen und Ornamenten konnte nur mit vielen Steinmetzgesellen ausgeführt werden. St. Florian hatte damit eine zweite Bildhauerhütte.
1709 wurde das große Portal mit seinen riesigen Telamoniden von Mathias Strickner gefertigt. Er baute mit seinen Leuten die Architektur des Steintores.